# Мелодифестивален 2022.
Мелодифестивален 2022. ће бити 62. издање шведског избора песме Мелодифестивалена. које организује Шведска телевизија (СВТ). Одржаће се током 6 недеља од фебруара до марта 2022. године. Победник ће представљати Шведску на избору за Песму Евровизије 2022. у Торину, Италији. Оскар Зиа ће бити главни водитељ такмичења.

## Формат
У 2022. Мелодифестивален се враћа традицији путовања кроз шведске градове током полуфинала пошто је та традиција напуштена 2021. због пандемије ковида 19. Полуфинала ће се одржати у Малмеу у Малме арени, Гетеборгу у Скандинавијуму, у Лидћепингу у Саб арени, у Линћепингу у Спарбанкен арени, а ново пето полуфинале које ће заменити рунду друге шансе ће бити у Ерншелдсвику у Хоглундс арени. Финале ће по традицији бити у Стокхолму у Френдс арени.
У 5. полуфиналу ће се такмичити песме које су завршиле на 3. и 4. местима у претходна 4 полуфинала, где ће бити подељене у две групе, из којих ће по две песме проћи даље.
| Вече          | Датум             | Град        | Арена            |
| ------------- | ----------------- | ----------- | ---------------- |
| 1. полуфинале | 5. фебруар 2022.  | Малме       | Малме Арена      |
| 2. полуфинале | 12. фебруар 2022. | Гетеборг    | Скандинавијум    |
| 3. полуфинале | 19 фебруар 2022.  | Линћепинг   | Саб арена        |
| 4. полуфинале | 26 фебруар 2022.  | Лидћепинг   | Спарбанкен арена |
| 5. полуфинале | 5 март 2022.      | Ерншелдсвик | Хаглундс арена   |
| Финале        | 12 март 2022.     | Стокхолм    | Френдс арена     |

Као и обично 28 песама ће се такмичити, а 12 ће их се пласирати у финале.

## Учесници
27. августа 2021, СВТ је отворио пријаве за Мелодифестивален који је трајао до 17. септембра 2021. како би изабрао 14 песама за такмичење. Осталих 14 изводе извођачи које је СВТ позвао да учествују. Пошто је рок прошао, СВТ је објавио да је пристигло око 2500 пријава које ће бити оцењене од стране стручног жирија који предводи Карин Гунарсон. Овај жири је одабрао такмичарске песме. Првих 14 учесника је открио СВТ 26. новембра 2021, док је осталих 14 случајно откривено 1. децембра исте године.
| Извођач(и)                  | Песма                      | Композитор(и)                                                                            |
| --------------------------- | -------------------------- | ---------------------------------------------------------------------------------------- |
| Алваро Естрела              | „Suave"                    | Линеа Деб, Џими „Џокер” Тернфелд, Joy Deb, Алваро Естрела                                |
| Андерс Баге                 | „Bigger Than the Universe" | Андерс Баге, Џими Џенсон, Питер Бостром, Thomas G:son                                    |
| Ангелино                    | „The End"                  | Ангелино Маркехорн, Џулиа Агард, Мелани Вехбе, Томас Стенгард                            |
| Ана Бергендал               | „Higher Power"             | Ана Бергендал, Thomas G:son, Боби Љунгрен, Ерик Бернхолм                                 |
| Browsing Collection         | „Face in the Crowd"        | Каролина Карлсон, Мими Брандер, Моа Ленгрен, Нора Ленгрен, Сандра Бјурман, Џими Вахлстин |
| Дана Строхед                | „Hallabaloo"               | Дана Строхед, Фредрик Андерсон, Ерик Стенхамар                                           |
| Кази Опеја                  | „I Can't Get Enough"       | Бишат Араја, Џејкоб Редцер, Bishat Araya, Џејкоб Редцер, Кази Опеја, Пол Реј             |
| Клара Хамарстрем            | „Run to the Hills"         | Џими „Џокер” Тернфелд, Џули Агард, Андерз Вретхов, Клара Хамарстрем                      |
| Корнелија Џејкобс           | „Hold Me Closer"           | Иса Молим, Давид Зандер, Корнелина Џејкобсдотер                                          |
| Ланселот                    | „Lyckligt slut"            | Ленд Хедман Граф, Никлас Карсон Матсон                                                   |
| LIAMOO                      | „Bluffin'"                 | Џими „Џокер” Тернфелд, Сами Рекик, Дино Меданхоџић, Али Џамали                           |
| Lillasyster                 | „Till Our Days Are Over"   | Џими Џенсон, Пале Хамарлунд, Иан-Паоло Лира, Мартин Вестерстранд                         |
| Линда Бенгцинг              | „Fyrfaldigt hurra"         | Thomas G:son, Линда Бенгцинг, Мајра Гранберг, Данијел Јелдеус                            |
| Лиса Мисковски              | „Best to Come"             | Лиса Мисковски, Давид Линдгрен Закаријас                                                 |
| Малу Приц                   | „Bananas"                  | Ејс Вајлдер, Џими „Џокер” Тернфелд, Џој Деб, Линеа Деб                                   |
| Медина (дуо)                | „In i dimman"              | Џими „Џокер” Тернфелд, Сами Рекик, Али Џамали, Дино Меданхоџић                           |
| Малин Кристин               | „Synd om dig"              | Џонатан Лавота, Оливер Хејнонен, Малин Кристин                                           |
| Нијело (репер) и Лиса Ајакс | „Tror du att jag bryr mig" | Ивоне Дахлбом, Никлас Гран Линорт, Џеспер Веландер                                       |
| Омар Рудберг                | „Moving Like That"         | Омар Рудберг, Густав Бломберг, Аманда Конгшауг, Кристин Мари                             |
| Робин Бенгтсон              | „Innocent Love"            | Давид Линдрен Закаријас, Виктор Сјесторм, Виктор Кроне, Виктор Броберг, Себастијан Атас  |
| Самира Менерс               | „I Want to Be Loved"       | Самира Менерс, Фредрик Андерсон                                                          |
| Tenori                      | „La stella"                | Ден Сундквист, Кристијан Лагерстрем, Маркос Убеда, Боби Љунгрен, Сара Бејерсон Васберг   |
| Теоз                        | "Som du vill"              | Тобајас Лундгрен, Аксел Шлајстрем, Тим Ларсон, Елајза Рид, Џими „Џокер” Тернфелд         |
| Тон Секелијус               | „My Way"                   | Андерз Вретов, Тон Секелијус                                                             |
| Tribe Friday                | „Shut Me Up"               | Исак Гунарсон, Робин Ханебергер Перез, Ноа Дојчман                                       |
| Фејт Какембо                | „Freedom"                  | Лорел Баркер, Андерз Вретхов, Пале Хамарлунд, Фејт Какембо                               |
| Џон Лундвик                 | „Änglavakt"                | Андерз Вретхов, Елин Вретхов, Бенџамин Росенбохм, Фредрик Сонефорс, Џон Лундвик          |
| Ширли Клемп                 | „Let There Be Angels"      | Матс Тернфорс, Пеле Нилен, Ширли Клемп, Џејкоб Скарин                                    |

## Полуфинала

### 1. полуфинале
Прво полуфинале ће се одржати 5. фебруара 2022.
| Р. бр. | Извођач(и)        | Песма                 | Гласови | Гласови | Место | Исход |
| Р. бр. | Извођач(и)        | Песма                 | Теле    | Поени   | Место | Исход |
| ------ | ----------------- | --------------------- | ------- | ------- | ----- | ----- |
| 1      | Малу Приц         | „Bananas"             | TBD     | TBD     | TBD   | TBD   |
| 2      | Теоз              | „Som du vill"         | TBD     | TBD     | TBD   | TBD   |
| 3      | Ширли Клемп       | „Let There Be Angels" | TBD     | TBD     | TBD   | TBD   |
| 4      | Омар Рудберг      | „Moving Like That"    | TBD     | TBD     | TBD   | TBD   |
| 5      | Дана Строхед      | „Hallabaloo"          | TBD     | TBD     | TBD   | TBD   |
| 6      | Корнелија Џејкобс | „Hold Me Closer"      | TBD     | TBD     | TBD   | TBD   |
| 7      | Робин Бенгтсон    | „Innocent Love"       | TBD     | TBD     | TBD   | TBD   |

### 2. полуфинале
Друго полуфинале ће се одржати 12. фебруара 2022.
| Р. бр. | Извођач(и)                  | Песма                      | Гласови | Гласови | Место | Исход |
| Р. бр. | Извођач(и)                  | Песма                      | Теле    | Поени   | Место | Исход |
| ------ | --------------------------- | -------------------------- | ------- | ------- | ----- | ----- |
| 1      | LIAMOO                      | „Bluffin'"                 | TBD     | TBD     | TBD   | TBD   |
| 2      | Нијело (репер) и Лиса Ајакс | „Tror du att jag bryr mig" | TBD     | TBD     | TBD   | TBD   |
| 3      | Самира Манерс               | „I Want to Be Loved"       | TBD     | TBD     | TBD   | TBD   |
| 4      | Алваро Естрела              | „Suave"                    | TBD     | TBD     | TBD   | TBD   |
| 5      | Browsing Collection         | „Face in the Crowd"        | TBD     | TBD     | TBD   | TBD   |
| 6      | Џон Лундвик                 | „Änglavakt"                | TBD     | TBD     | TBD   | TBD   |
| 7      | Тон Секелијус               | „My Way"                   | TBD     | TBD     | TBD   | TBD   |

### 3. полуфинале
Треће полуфинале ће се одржати 19. фебруара 2022.
| Р. бр. | Извођач(и)     | Песма                      | Гласови | Гласови | Место | Исход |
| Р. бр. | Извођач(и)     | Песма                      | Теле    | Поени   | Место | Исход |
| ------ | -------------- | -------------------------- | ------- | ------- | ----- | ----- |
| 1      | Кази Опеја     | „I Can't Get Enough"       | TBD     | TBD     | TBD   | TBD   |
| 2      | Ланселот       | „Lyckligt slut"            | TBD     | TBD     | TBD   | TBD   |
| 3      | Лиса Мисковски | „Best to Come"             | TBD     | TBD     | TBD   | TBD   |
| 4      | Tribe Friday   | „Shut Me Up                | TBD     | TBD     | TBD   | TBD   |
| 5      | Фејт Какембо   | „Freedom"                  | TBD     | TBD     | TBD   | TBD   |
| 6      | Линда Бенгцинг | „Fyrfaldigt hurra!"        | TBD     | TBD     | TBD   | TBD   |
| 7      | Андерс Баге    | „Bigger Than the Universe" | TBD     | TBD     | TBD   | TBD   |

### 4. полуфинале
Четврто полуфинале ће се одржати 26. фебруара 2022.
| Р. бр. | Извођач(и)       | Песма                    | Гласови | Гласови | Место | Исход |
| Р. бр. | Извођач(и)       | Песма                    | Теле    | Поени   | Место | Исход |
| ------ | ---------------- | ------------------------ | ------- | ------- | ----- | ----- |
| 1      | Ана Бергендал    | „Higher Power"           | TBD     | TBD     | TBD   | TBD   |
| 2      | Lillasyster      | „Till Our Days Are Over" | TBD     | TBD     | TBD   | TBD   |
| 3      | Малин Кристин    | „Synd om dig"            | TBD     | TBD     | TBD   | TBD   |
| 4      | Tenori           | „La stella"              | TBD     | TBD     | TBD   | TBD   |
| 5      | Медина (дуо)     | „In i dimman"            | TBD     | TBD     | TBD   | TBD   |
| 6      | Ангелино         | „The End"                | TBD     | TBD     | TBD   | TBD   |
| 7      | Клара Хамарстрем | „Run to the Hills"       | TBD     | TBD     | TBD   | TBD   |

### 5. полуфинале
Пето полуфинале ће се одржати 5. марта 2022.
| Р. бр. | Извођач(и) | Песма | Гласови | Гласови | Место | Исход |
| Р. бр. | Извођач(и) | Песма | Теле    | Поени   | Место | Исход |
| ------ | ---------- | ----- | ------- | ------- | ----- | ----- |
| 1      | TBD        | TBD   | TBD     | TBD     | TBD   | TBD   |
| 2      | TBD        | TBD   | TBD     | TBD     | TBD   | TBD   |
| 3      | TBD        | TBD   | TBD     | TBD     | TBD   | TBD   |
| 4      | TBD        | TBD   | TBD     | TBD     | TBD   | TBD   |
| 5      | TBD        | TBD   | TBD     | TBD     | TBD   | TBD   |
| 6      | TBD        | TBD   | TBD     | TBD     | TBD   | TBD   |
| 7      | TBD        | TBD   | TBD     | TBD     | TBD   | TBD   |
| 8      | TBD        | TBD   | TBD     | TBD     | TBD   | TBD   |